# Ongaku kigeki: Horoyoi jinsei
Pour plus de détails, voir Fiche technique et Distribution.
Ongaku kigeki: Horoyoi jinsei (音楽喜劇 ほろよひ人生) est un film japonais réalisé par Sotoji Kimura, sorti en 1933. Il est considéré comme le premier véritable film musical japonais.

## Synopsis
Dans une brasserie, une vendeuse de bière a une relation avec un jeune qui étudie la musique pour mettre au point une chanson à succès. 

## Fiche technique
- Titre original : 音楽喜劇 ほろよひ人生 (Ongaku kigeki: Horoyoi jinsei?)[1]
- Réalisation : Sotoji Kimura
- Scénario : Keiji Matsuzaki (ja)
- Photographie : Hiroshi Suzuki (ja)
- Musique : Kyōsuke Kami (ja)
- Montage : Mikiya Tachibana
- Production : Iwao Mori (ja)
- Société de production : P.C.L.
- Société de distribution : Towa
- Pays de production :  Empire du Japon
- Langue originale : japonais
- Format : noir et blanc — 1,33:1 — 35 mm — son mono
- Genre : film musical
- Durée : 77 minutes[2] (métrage : neuf bobines - 2 109 m[2])
- Date de sortie : 
  - Empire du Japon : 10 août 1933[2]

## Distribution
- Sachiko Chiba
- Dekao Yokoo
- Heihachirō Ōkawa : Asao
- Musei Tokugawa : propriétaire de la brasserie
- Hisao Yoshitani (ja)
- Kamatari Fujiwara
- Tokio Seki (ja) : le père d'Asao
- Ryūtarō Nakane (ja)
- Sadao Maruyama (ja)
- Roppa Furukawa
- Shirō Ōtsuji (ja)
- Chizuko Kanda
- Masako Tsutsumi (ja)

## Autour du film
Ce film est considéré comme le premier véritable film musical japonais. Les coûts de production sont pris en charge par la société Dai Nihon Biru dont les produits sont présentés dans le film qui se déroule en partie dans une brasserie et conte l'histoire d'une vendeuse de bière dans une gare et d'un compositeur essayant de créer une chanson à succès. Les premiers films de la société P.C.L. sont ainsi de nature commerciale et visent à mettre en avant les produits de leurs investisseurs.